# Kokon
Kokon, (finska Kokonniemi), är en udde i Finland. Den ligger i Borgå i landskapet Nyland, i den södra delen av landet, 50 km nordost om huvudstaden Helsingfors.
Terrängen inåt land är platt. Runt Kokonniemi är det ganska tätbefolkat, med 67 invånare per kvadratkilometer. Närmaste större samhälle är Borgå, 1,4 km norr om Kokonniemi. I omgivningarna runt Kokonniemi växer i huvudsak blandskog.